# Anarcho-punk
Anarcho-punk is punkmuziek die anarchisme promoot. De term anarcho-punk wordt vaak exclusief gebruikt voor groepen die deel uitmaken van de originele anarcho-punkscene in het Verenigd Koninkrijk in de late jaren zeventig en vroege tachtig. Hoewel anarcho-punk vaak met punkrock geassocieerd wordt, kan het ook gebruikt worden voor andere punkgenres met anarchistische tekstuele inhoud, zoals crust punk, D-beat, folkpunk, hardcore punk, garage punk en ska-punk.

## Ideologie
Anarcho-punk vertegenwoordigt verschillende anarchistische motieven, gaande van anarchafeminisme tot christelijk anarchisme. Vaak staan anarchopunkgroepen ook voor dierenrechten, anti-homofobie, antiracisme, feminisme en antiglobalisme.

## Bands en artiesten

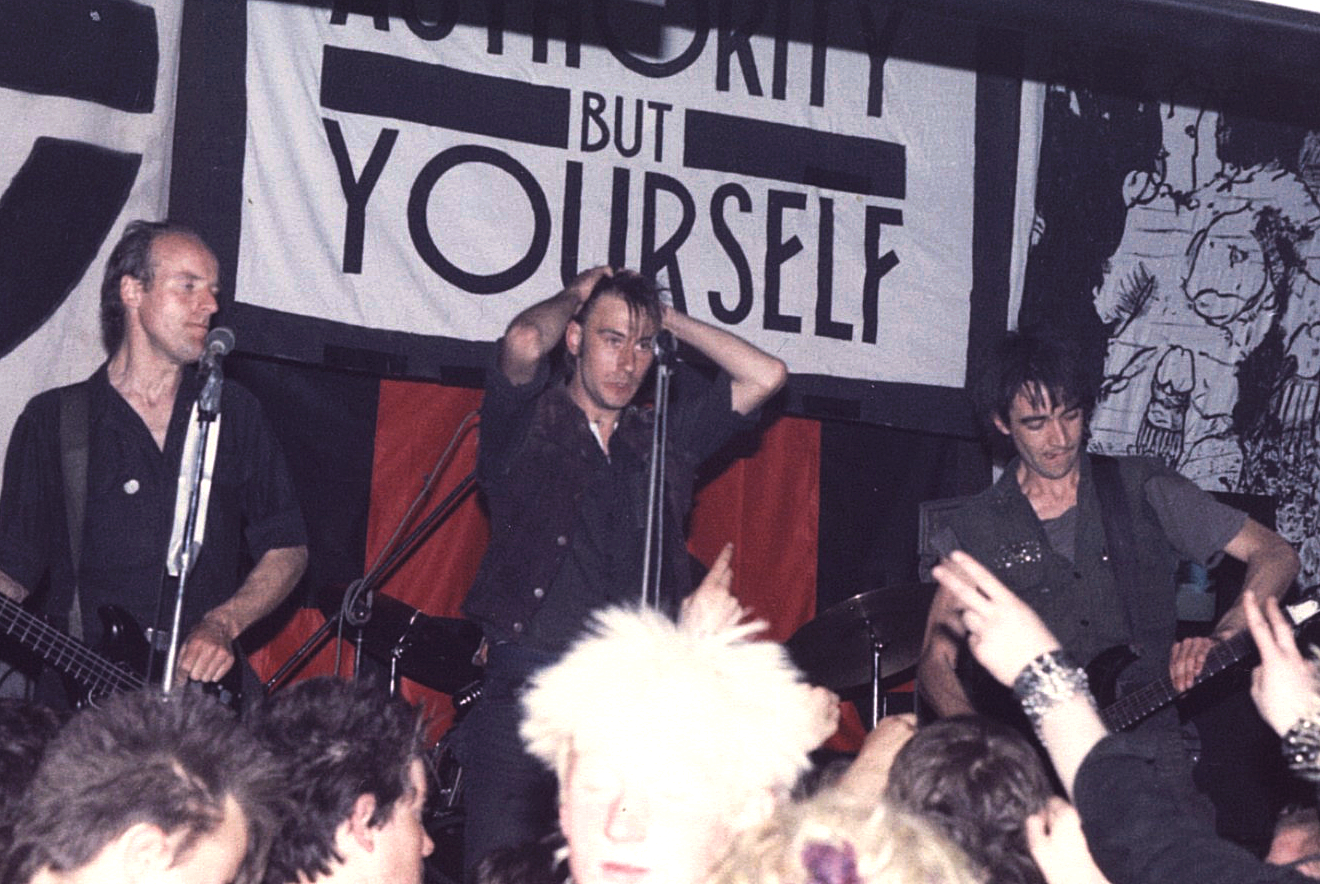
De band Crass tijdens een optreden in 1984

### In de jaren 70 en 80
| - Anti system - Anti-cimex - Antischism - Antisect - The APF Brigade - The Apostles - Autumn Poison - Avskum - Blyth power - Chumbawamba - Conflict | - Crass - Crucifix - Culture shock - Deviated instinct - D.O.A. - Decontrol - DIRT - Discharge - Doom - Electro hippies | - The Ex - The feederz - Flux of the Pink Indians - Hass - Icons of filth - Kaaos - MDC - Nausea - Oi Polloi - Omega tribe | - Poison Girls - Propagandhi - Reagan Youth - Ripcordz - Rubella Ballet - Rudimentary Peni - Sedition - Subhumans - The Varukers - Zounds |

### In de jaren 90 en 2000
| - A//Political - Adhesive - AOS3 - Back to the Planet - The Blaggers - Blatz | - Born/dead - Code 13 - Contempt - Cress - Defiance - Disclose | - Disfear - Disrupt - Dystopia - Extinction of mankind - Fleas and lice - The fleshies | - Inner Terrestrials - Leftöver Crack - Los crudos - Naked Aggression - Ulrikes Dream - Sin Dios |